# 最高有效位

无符号数149的二进制形式，蓝色为最高有效位。

最高有效位（英語：Most Significant Bit，msb），是指一个n位二进制数字中的n-1位，具有最高的权值{\displaystyle 2^{n-1}}。与之相反的称之为最低有效位。在大端序中，msb即指最左端的位。
对于有符号二进制数，负数采用反码或补码形式，此时msb用来表示符号，msb为1表示负数，0表示正数。
MSB（全大写）有时也指，指多字节序列中具有最大权重的字节。